# VIC:CESS
VIC:CESS（ヴィクセス）は日本のダンスボーカルユニットである。ヒロプロジェクト所属。

## メンバー
- MANA（真菜、4月7日生、岐阜県出身）
  - リーダー/ボーカル
- MIHO（乃下未帆、6月20日生、千葉県出身）
  - ボーカル
- KANA（北条佳奈、9月17日生、岩手県出身）
  - ボーカル
- NORI（5月3日生、三重県出身）
  - ダンサー
- TATSU（9月17日生、愛知県出身）
  - ダンサー
- SERI（3月3日生、愛知県出身）
  - ダンサー

### 旧メンバー
- MAO（時乃真央、6月30日生、茨城県出身）
  - ボーカル

## 特徴
- 90年代の王道ダンスポップチューンを中心とするダンス＆ヴォーカルグループ。いわゆるユーロビートでデビュー。
- グループ名の由来は「VICTORY(勝利)」と「SUCCESS(成功)」の造語。
- ファンの総称は「勝組」である。
- 振り付け・構成・演出・衣装等メンバー自身で手がけている。

## 略歴
2011年
- 5月22日、お台場にて開催された「痛Gふぇすた」にてライブデビュー
- 7月6日、「key of light〜光の鍵〜」でCDテビュー
- 8月27日、TOKYO IDOL FESTIVAL 2011　出演
- 9月27日、レインボータウンFMにてレギュラーラジオ番組「VIC:CESSの江東上陸作戦!」がスタート。[1]
- 10月1日、ZIP-FMにてレギュラーラジオ番組「Lover's BEAT」がスタート。

2012年
- 1月14日放送回をもって「Lover's BEAT」が終了[2]
- 2月1日、1st miniアルバム「Growth」リリース
- 2月8日、tvk「ありがとッ！」出演
- 5月11日、VIC:CESSオフィシャルホームページ開設[3]
- 6月1日、ブログをAmebaオフィシャルブログとして移転し再スタート。[4]
- 7月22日、市川市「ほおずき祭」にて、ダンサー(TATSU.NORI.SERI)が加入。[5]
- 8月、MANAが出演する舞台版「ビーナスファンタジスタ」の主題歌を担当する[6]。
- 8月4日・5日 TOKYO IDOL FESTIVAL 2012　出演

2013年
- 1月19日・20日、「ALLTENPOpresents第二章～ヒカリの先に～/演出・振付　LICO」にTATSU.NORI.SERIが出演
- 2月26日、オフィシャルサイトがリニューアルオープン。
- 3月22日、主催ライブ「GIROPPON DE 騒がNight」の前身である「Roppongi Girls Crusing」が、六本木morph-tokyoにてスタート。
- 4月15日、主催ライブ「GIROPPON DE 騒がNight」スタート。[7]
- 5月4日、Splash!との2マンライブ「ULTIMATE FIGHT」をBirthShinjukにて開催。
- 6月20日、2nd single 「Reglet Blue / VENUS FANTASISTA」発売。RegretBlueにてMIHOが作詞を担当。
- 6月、Youtube公式チャンネル「VIC:CESS CHANNEL」が開設。[8]
- 10月6日、念願の1stワンマンLIVE「VIC:CESS RAVE」を、渋谷club asiaにて開催
- 11月1日、ボーカルメンバーMAOが、個人活動の強化を理由に脱退を発表。[9]
- 12月9日、Splash!との限定ユニット「Vi→Sh!」として「ONE NIGHT CARIVAL～クアトロを喰っちゃうぞSP～」を渋谷CLUB QUATTROにて開催。

2014年
- 1月25日、7cmとのツーマンライブをバトゥール東京にて開催。
- 6月25日、1st album 「勝利：成功」発売。
- 7月19日、2ndワンマンLIVE「VIC:CESS WONDERLAND」を六本木morph-tokyoにて開催。Poppin'Magic MV 初披露。[10]
- 8月31日、Aitherとの2マンライブを郡山JUNK BOXにて開催。
- 10月4日　3rdワンマンLIVE「VIC'SHOWTIME」を渋谷TSUTAYA O-WESTにて開催。
- 11月15日・16日　伊東愛主演国連ミュージカル「赤毛のアン」に出演。
- 12月、志賀煎餅「南部煎隊 煎ベイジャー」CM出演。主題歌も担当。

2015年
- 5月5日、主催ライブ「GIROPPON DE 騒がNight」が～GO!GO!ゴールデンウィークにみんなと騒ぎたいSP～として初の休日開催。
- 5月6日、青SHUN学園SHUNのワンマンライブにて、限定コラボユニット「VibeS」発表。
- 5月19日、KNU主催「GIROPPON DE 揺らさNight」に、謎のスパイユニット「勝利:成功」として出演。
- 5月30日、KNUとの合同感謝祭を代アニで開催。
- 6月、公式SHOWROOMチャンネル「VIC:CESSの騒ぎまSHOWROOM」がスタート。
- 6月17日～、ナポリス渋谷センター街店のビジョンにて、シングル「騒がNight」のMVが公開。後に109-②ビジョンでも放映される。[11]
- 6月30日、3rd Single「騒がNight!」発売。新星堂総合シングルデイリー1位、オリコンデイリーCDシングルランキング2位、オリコン週間CDシングルランキング15位。
- 10月30日、投票式ランキングバトルサイト「itadakiGP」に、新曲「笑うが勝ち」で参戦し、1位獲得。
- 10月25日、MIHOが声帯結節除去手術の為、11月いっぱいの休養を発表。
- 12月5日、休養していたMIHOが滋賀U☆STONEでのライブで復帰。
- 12月19日、12月19日、金山club SARUにて、名古屋初ワンマンライブを開催。

2016年
- 4月29日、4thワンマンLIVE「6:SENSE」を六本木morph-tokyoにて開催。
- 12月9日、UNIVERSAL MUSIC JAPAN より、シングル「Effect（エフェクト）」でメジャーデビュー　オリコンデイリーCDシングルランキング10位
- 12月25日、「Effect」メジャーリリース記念ワンマンLIVE　「Effect Filter」「Effect　duration」をZirco Tokyoにて開催。

2017年
- 6月3日、ラストワンマンLIVE「ありがとう」（六本木morph-tokyo）をもって解散。

2019年
- 3月30日、三重県鈴鹿市で開催された、「第2回桜の森公園　春まつり」にて、ボーカル3人による限定復活。

2023年
- 10月15日、六本木unravel tokyo（旧六本木morph-tokyo）で開催された、「〜GIROPPON DE 騒がNIGHT！2023〜」にて、6年振りとなるフルメンバーによる限定復活を果たした[12][13][14]。

## 作品

### シングル
1. key of light〜光の鍵〜（2011年7月6日、VICES-0004）
  1. Daybreak
    - 作詞：YUKALI 作曲・編曲：RAYTO

  2. CROSSROAD
    - 作詞：Kico 作曲・編曲：DJ Command

  3. Night Sky
    - 作詞：YUKALI 作曲・編曲：DJ Command

  4. in colorful world
    - 作詞：YUKALI 作曲・編曲：Sumijun
2. Regret Blue（2013年6月20日、MDGR-0002）
  1. Regret Blue
    - 作詞：MIHO　作曲："Tks"BABA　編曲：TSUKASA

  2. VENUS FANTASISTA
    - 作詞：SHINTARO★OGAWA　作曲・編曲：WEEAST
    - 舞台『ビーナスファンタジスタ』テーマ・ソング
3. 騒がNight!（2015年6月30日）
  - Type-A、HPRC-0011

  1. 騒がNight!
    - 作詞：noBoo　作曲・編曲：noBoo

  2. 叫べ
    - 作詞：MIHO with VIC:CESS 作曲・編曲:KAZUMASA ARAMOTO

  - Type-B、HPRC-0012

  1. 騒がNight!
  2. 南部煎隊 煎ベイジャー
    - 作詞：HIRO-KEN 作曲・編曲：HIRO-KEN

  - Type-C、HPRC-0013

  1. 騒がNight!
  2. 龍魂〜DROGON SOUL〜
    - 作詞：noBoo　作曲・編曲：noBoo

  - Type-D、HPRC-0014

  1. 騒がNight!
  2. Candy Love（MANAソロ曲）
    - 作詞：HIRO-KEN 作曲・編曲：HIRO-KEN

  - Type-E、HPRC-0015

  1. 騒がNight!
  2. Cor Cantus〜コルカントゥス〜（MIHOソロ曲）
    - 作詞：MIHO 作曲・編曲：HIRO-KEN

  - Type-F、HPRC-0016

  1. 騒がNight!
  2. 道（KANAソロ曲）
    - 作詞：HIRO-KEN 作曲・編曲：HIRO-KEN
4. 笑うが勝ち （2016年2月1日、HPRC-0021）
  1. 笑うが勝ち
    - 作詞：VIC:CESS　作曲：noBoo

  2. ビリーバー
    - 作詞：MIHO　作曲：白土とおる
5. Effect（2016年12月9日）
  - Type-A 、POCS-1525

  1. Effect
    - 作詞：MIHO　作曲・編曲：AYUMI KITA　振付：槙田紗子
    - テレ玉『いろはに千鳥』11-12月エンディングテーマ

  2. made in MUSIC
    - 作詞：MANA　作曲・編曲：AYUMI KITA　振付：槙田紗子

  - Type-B、POCS-1526

  1. Effect
  2. oh,my lover
    - 作詞：MIHO　作曲：YUMA　編曲：MAKOTO SAKUMA　振付：槙田紗子

  - Type-C、POCS-1527

  1. Effect
  2. Darlling♡
    - 作詞：KANA　作曲：YUMA　編曲：MAKOTO SAKUMA　振付：槙田紗子
6. 6:SENSE（2017年6月3日）『4th ONEMAN LIVE 6:SENSE』DVDとセットで販売
  1. 6:SENSE 
    - 作詞：HIROKEN　作曲・編曲：HIROKEN

  2. 一粒の涙
    - 作詞：HIROKEN　作曲・編曲：HIROKEN

### アルバム
1. Growth（2012年2月1日、SPRD-1048）
  1. Brand new world
    - 作詞：YUKALLHIULA　作曲：HΛL

  2. GET READY
    - 作詞：YUKALLHIULA　作曲：NΛT

  3. あの空の色とボクのこと
    - 作詞：HIDETO　作曲：SUSUMU

  4. LIFE
    - 作詞：YUKALLHIULA　作曲：DAIHEI

  5. Snow flake〜ひとひらの雪〜
    - 作詞：YUKALLHIULA　作曲：山際ヒロキ

  6. Reality
    - 作詞：YUKALLHIULA　作曲：HARU
2. 勝利：成功（2014年6月25日発売、HPRS-0006）
  1. Introduction〜Masquerade
    - 作曲・編曲：DAIHEI

  2. TRUE COLORS
    - 作詞：YUKARI.HIULA 作曲・編曲：DAIHEI

  3. FIRE SIGNAL
    - 作詞：YUKALI.HIULA,hoym-k 作曲・編曲：DAIHEI

  4. SHOT OUT
    - 作詞・作曲・編曲：HIRO-KEN

  5. 愛motion
    - 作詞・作曲・編曲：HIRO-KEN

  6. ラビリンス
    - 作詞・作曲・編曲：TAKASHI

  7. Shooting star
    - 作詞：MIHO 作曲：KazutoYoshida

  8. Over write
    - 作詞・作曲・編曲：HIRO-KEN

  9. Poppin'Magic
    - 作詞・作曲・編曲：HIRO-KEN